# Denise Newman
Denise Newman es una actriz sudafricana, reconocida especialmente por su papel protagónico en la película de Oliver Hermanus Shirley Adams.

## Biografía
Newman inició su carrera a comienzos de la década de 1980, registrando participaciones en producciones para cine y televisión sudafricanas como City Lovers, Two Weeks in Paradise, Sarahsará y The Syndicate. En las décadas de 2000 y 2010 figuró en producciones como Mama Africa: Growing Up Urban, Forgiveness, Gabriël, Material, The Endless River y Zulú. Su papel protagónico en el largometraje dramático del cineasta sudafricano Shirley Adams le valió la popularidad en su país y varios premios y nominaciones en eventos como el Festival de Cine de Cartago, el Festival Internacional de Cine de Dubái y los South African Film and Television Awards, donde se alzó además con galardones por su participación en la serie Suidooster y en las películas Material y Gabriël.